# Manuel Feller
Manuel Feller (St. Johann in Tirol, 13 oktober 1992) is een Oostenrijkse alpineskiër. Hij vertegenwoordigde zijn vaderland op de Olympische Winterspelen 2018 in Pyeongchang en op de Olympische Winterspelen 2022 in Peking. 

## Carrière
Feller maakte zijn wereldbekerdebuut in november 2012 in Levi. Een maand later scoorde de Oostenrijker in Val d'Isère zijn eerste wereldbekerpunten. In januari 2013 behaalde hij in Moskou zijn eerste toptienklassering in een wereldbekerwedstrijd.
Op de wereldkampioenschappen alpineskiën 2017 in Sankt Moritz veroverde Feller de zilveren medaille op de slalom. Op de reuzenslalom eindigde hij als 33e in de eerste run maar trok hij zich vervolgens terug voor de start van de tweede run. Samen met Stephanie Brunner, Ricarda Haaser, Katharina Truppe, Marcel Hirscher en Michael Matt eindigde hij als vijfde in de landenwedstrijd. In januari 2018 stond de Oostenrijker in Garmisch-Partenkirchen voor de eerste maal in zijn carrière op het podium van een wereldbekerwedstrijd. Tijdens de Olympische Winterspelen van 2018 in Pyeongchang eindigde hij als vijftiende op de slalom, op de reuzenslalom werd hij gediskwalificeerde in de eerste run. In de landenwedstrijd sleepte hij samen met Stephanie Brunner, Katharina Gallhuber, Katharina Liensberger, Michael Matt en Marco Schwarz beslag op de zilveren medaille.
In Åre nam Feller deel aan de wereldkampioenschappen alpineskiën 2019. Op dit toernooi eindigde hij als zesde op de slalom en als vijftiende op de reuzenslalom. Op 16 januari 2021 behaalde Feller in Flachau zijn eerste wereldbekerzege met winst op de slalom. Op de Olympische Winterspelen 2022 eindigde Feller 7e op de slalom.

## Resultaten

### Olympische Winterspelen
| Jaar | Plaats      | Resultaten                                      |
| ---- | ----------- | ----------------------------------------------- |
| 2018 | Pyeongchang | 15e Slalom · DSQ Reuzenslalom · Landenwedstrijd |
| 2022 | Peking      | DNF1 Slalom DNF2 Reuzenslalom                   |

### Wereldkampioenschappen
| Jaar | Plaats            | Resultaten                                      |
| ---- | ----------------- | ----------------------------------------------- |
| 2017 | Sankt Moritz      | DNS2 Reuzenslalom · Slalom · 5e Landenwedstrijd |
| 2019 | Åre               | 6e Slalom 15e Reuzenslalom                      |
| 2021 | Cortina d'Ampezzo | DNF2 Slalom DNF1 Reuzenslalom                   |
| 2023 | Courchevel        | 7e Slalom DNF2 Reuzenslalom                     |
| 2025 | Saalbach          | 4e Slalom DNF2 Teamcombinatie                   |

### Wereldbeker
Eindklasseringen
| Seizoen   | Algm  | SL     | RS    |
| --------- | ----- | ------ | ----- |
| 2012/2013 | 83e   | 30e    | -     |
| 2013/2014 | 66e   | 22e    | -     |
| 2015/2016 | 32e   | 21e    | 13e   |
| 2016/2017 | 31e   | 21e    | 16e   |
| 2017/2018 | 13e   | 17e    | 4e    |
| 2018/2019 | 10e   | 8e     | 14e   |
| 2019/2020 | 58e   | 26e    | 27e   |
| 2020/2021 | 10e   | 4e     | 23e   |
| 2021/2022 | 7e    | Zilver | Brons |
| 2022/2023 | 9e    | 5e     | 12e   |
| 2023/2024 | Brons | Goud   | 9e    |
| 2024/2025 | 21e   | 9e     | 33e   |

Wereldbekerzeges
| Datum            | Plaats          | Onderdeel |
| ---------------- | --------------- | --------- |
| 16 januari 2021  | Flachau         | Slalom    |
| 21 maart 2021    | Lenzerheide     | Slalom    |
| 18 november 2023 | Gurgl           | Slalom    |
| 7 januari 2024   | Adelboden       | Slalom    |
| 14 januari 2024  | Wengen          | Slalom    |
| 25 februari 2024 | Palisades Tahoe | Slalom    |